# Stephen Dartnell
Stephen Dartnell (30 avril 1931 - 1994) est un acteur britannique , qui est apparu dans plusieurs programmes de télévision. Il est né dans le quartier de West Ham à Londres en Angleterre. Il est surtout connu pour ses deux apparitions en 1964 dans la première saison de Doctor Who . Il a interprété les rôles de Yartek, chef du Voord, dans Les Clés de Marinus  et John, un minéralogiste qui a été conduit à la manie, dans Les Sensorites,. Dartnell a également fait des apparitions dans de longs métrages de 1960 A Circle of Deception et Oscar Wilde. Il aimait  diriger le théâtre et a participé activement au Glasgow Citizens Theatre.

## Filmographie

### Film
| An   | Titre                         | Rôle                    | Remarques   |
| ---- | ----------------------------- | ----------------------- | ----------- |
| 1960 | Oscar Wilde                   | Bricoler                |             |
| 1960 | Samedi soir et dimanche matin | Travailleur du pavillon | non crédité |
| 1960 | Interrogatoire secret         | Brunner                 | non crédité |

### Télévision
| An   | Titre                              | Rôle             | Remarques                                                                 |
| ---- | ---------------------------------- | ---------------- | ------------------------------------------------------------------------- |
| 1955 | Théâtre du dimanche soir de la BBC | Recrue militaire | Saison 6, épisode 44: "L'histoire de Makepeace # 3: Entreprise familiale" |
| 1955 | Othello                            | Marin            | Téléfilm                                                                  |
| 1960 | Playhouse de télévision ITV        | Jack Palmer      | Saison 5, épisode 30: "Incident"                                          |
| 1964 | Docteur Who                        | Yartek John      | Saison 1: (7 épisodes)                                                    |
| 1965 | Un conte de deux villes            | Jacques One      | Série 1 (4 épisodes)                                                      |
| 1966 | Théâtre 625                        | Barman           | Saison 3, épisode 21: "Un homme comme ça"                                 |